# Villeneuve-au-Chemin
Villeneuve-au-Chemin è un comune francese di 189 abitanti situato nel dipartimento dell'Aube nella regione del Grand Est.

## Società

### Evoluzione demografica
Abitanti censiti